# NGC 4748
NGC 4748 este o seyfert 1 galaxy⁠(d) situată în constelația Corbul. A fost descoperită în 1786 de către William Herschel. Se află la o distanță de 60,16 de megaparseci de Pământ.